# Justas Paleckis
Justas Paleckis (in russo Юстас Игнович Палецкис?, Justas Ignovič Paleckis; Telšiai, 10 gennaio 1899 – Vilnius, 26 gennaio 1980) è stato un politico lituano.
È stato Presidente ad interim della Lituania dopo l'invasione sovietica, quando il Paese non era indipendente, dal giugno all'agosto 1940.
Dall'agosto 1940 all'aprile 1967 è stato Capo del Presidio del Soviet Supremo della Repubblica Socialista Sovietica Lituana. In questo ruolo è stato succeduto da Motiejus Šumauskas.